# Sederholm (släkt)
Sederholm är en svensk-finländsk släkt
Släkten härstammar från vedbäraren vid Stockholms slott Johan Sederholm (död 1726). Hans sonson Johan Sederholm, köpman och redare i Helsingfors, riksdagsman, titulärt kommerseråd (1722–1805), lade grunden till släktens förmögenhet. Den i Sverige nu levande släktgrenen härstammar från dennes son, brukspatronen Alexander Magnus Sederholm (1775–1830), som i sin hand förenade Nävekvarn, vilket länge tillhörde ättlingar till honom. Hans bror Henrik Fredrik Sederholm (1779–1852), som var förste expeditionssekreterare, stiftade för Uppsala universitet 6 fakultetsstipendier samt 2 inrikes resestipendier och 2 utrikes resestipendier. En gren av släkten fick 1886 finsk adlig värdighet med namnet Cederholm.